# Hanneke Kappen
Hanneke Kappen (nacida en 1954) es una cantante y presentadora de radio y televisión neerlandesa. Kappen comenzó una carrera musical cantando en una banda de rock a fines de la década de 1970 durante el cenit de la escena musical de Groninga, pero se convirtió en presentadora de radio y de 1981 a 1982 tuvo un programa semanal que se centró en el heavy metal, solo el segundo programa de este tipo en la radio holandesa. Luego pasó a la televisión, presentando programas para varias emisoras públicas. Regresó a la radio en 1999, mientras continuaba tocando y grabando música.

## Biografía
Hanneke Kappen asistía a la escuela de arte cuando se convirtió en cantante de la banda de rock White Honey de Groninga, con, entre otros, Erwin Java. Esto sucedió en el apogeo de lo que más tarde se denominó la «Groninger springtij» («marea de primavera de Groninga»), un período en el que la escena musical en Groninga era muy animada y muchos actos locales se impulsaron al escenario nacional, incluido Herman Brood, que eligió a Java, el guitarrista de la banda. El grupo tuvo un pequeño éxito con «Nothing Going On in the City», pero se disolvió en 1980, justo después de lanzar su primer y único álbum. Kappen continuó tocando música, incluido jazz (con su hermano y con el guitarrista Winfred Buma).
Kappen se trasladó a la radio, y de 1981 a 1982 presentó el programa de radio Stampij para la emisora pública KRO, tocando música heavy metal y hard rock. Este fue sólo el segundo programa de radio holandés (después de Betonuur de VARA, con Alfred Lagarde, 1976-1982) orientado hacia el heavy metal. Después de Stampij, se trasladó a la televisión y presentó una serie de programas para VARA, incluidos Wereldwijs, Je ziet maar y Vroege Vogels. En 1989 presentó el festival Kinderen voor Kinderen, y ese mismo año presentó un espectáculo, Avonduur met Kappen, que ella misma había presentado al VARA. Para Teleac, una teledifusora educativa, presentó Werken aan Werk y el programa educativo Plein 1. En 1999 regresó a la radio y se hizo cargo de la presentación del programa de la mañana del domingo Dag Zondag para el NPS. En ese momento ella era madre de dos hijos y pasaba mucho tiempo viajando; además de su trabajo en radio y televisión, había comenzado un estudio en comunicación, organizó conferencias y simposios y estaba haciendo trabajo de promoción para la ciudad de Groninga y la provincia homónima. También tocó música, en un dúo llamado Kappen & Klat con Boelo Klat. Ella ha continuado activa como músico; en 2005 y 2006 cantó en un CD para el proyecto Eastgate del compositor Gerard Ammerlaan y actuó con su banda, y luego formó un dúo con el guitarrista Winfred Buma.

## Discografía
Fuente: Poparchief Groninger
- Some Kinda Woman (White Honey, 1979)
- Human Electrics (con Gerry Arling, 1989)
- State of Soul (con Gerry Arling, 1991)
- Klatwerk (con Boelo Klat, 1994)
- Kappen & Klat (con Boelo Klat, 1997/2004)
- Alien Visitors (con Eastgate, 2005)